# Pine Hills (plaats in Californië)
Pine Hills is een plaats in Humboldt County in Californië in de VS.

## Geografie
Pine Hills bevindt zich op 40°44′30″Noord, 124°9′44″West. De totale oppervlakte bedraagt 26,4 km² (10,2 mijl²) wat allemaal land is.

## Demografie
Volgens de census van 2000 bedroeg de bevolkingsdichtheid 117,8/km² (304,9/mijl²) en bedroeg het totale bevolkingsaantal 3108 als volgt onderverdeeld naar etniciteit:
- 89,61% blanken
- 0,55% zwarten of Afrikaanse Amerikanen
- 2,61% inheemse Amerikanen
- 1,61% Aziaten
- 0,29% mensen afkomstig van eilanden in de Grote Oceaan
- 1,09% andere
- 4,25% twee of meer rassen
- 4,60% Spaans of Latino

Er waren 1199 gezinnen en 888 families in Pine Hills. De gemiddelde gezinsgrootte bedroeg 2,59.

## Plaatsen in de nabije omgeving
De onderstaande figuur toont nabijgelegen plaatsen in een straal van 16 km rond Pine Hills.